# 亚瑟·巴克利
亚瑟·巴克利（英語：Arthur Barclay，1854年7月31日—1938年7月10日）是一名利比里亚政治人物，出生于英国殖民地巴巴多斯，后随家族移民至利比里亚，1904年至1912年期间担任利比里亚第15任总统。

## 早年生涯
亚瑟·巴克利于1854年7月31日出生于英属向风群岛巴巴多斯的布里奇顿，父亲安东尼·巴克利是巴巴多斯殖民协会的会长，其全家于1865年从巴巴多斯移民到利比里亚，1873年，巴克利进入賴比瑞亞學院就读，毕业后，他成为学院的数学、语言学讲师，随即转任总统約瑟·詹金斯·羅拔斯的私人秘书，以后又学习法学并在蒙特塞拉多縣先后出任法官、财务官，1892年，时任总统齐兹曼任命他为邮传总长，旋即转任国务卿，其后又于1896年转任财政部长:33。

## 总统任期
1903年，巴克利代表真輝格黨参加了当年的总统大选，并击败试图东山再起的前总统威廉·科爾曼，当选为第15届利比里亚总统:81。1904年，巴克利正式就任利比里亚总统，在任期间，利比里亚政府为国内的原住民授予了公民权，随即于1906年开始向内陆地区派驻专员，以建立间接的军事统治，对于不服从的部落则派遣邊防部隊军事镇压，1910年，巴克利还在美国的武力支持下镇压了克鲁族部落的起义:87。在经济上，利比里亚因产业薄弱，时常向西欧国家借款维持财政，其中影响力较大的英国还可以否决该国的财政支出，後在美国的介入下，商定由美、英、法、德四国银行向利比里亚提供170万美元的贷款，其中部分用来抵偿英国贷款，四国亦对利比里亚的多项财政收入实行监督。与此同时，美国也加强了自身在利比里亚的影响力，因其对美国倚赖日久，当时的利比里亚也被美国视为自己在非洲的殖民地:88:84。
而在外交上，利比里亚东西两侧分别与法屬西非、英屬塞拉利昂相接壤，故英法两国也在利比里亚拥有较大的经济利益，巴克利本人亦于1907年出访了英国及法国，试图寻求两国对利比里亚领土主权的尊重:88，最终，该国向英法割让了部分领土，并確定現有邊界:77。

## 卸任及逝世
1912年，巴克利卸任总统，其后继续活跃于政坛，曾担任利比里亚国务卿、财政部长、战争及内政部长等职。1930年，利比里亚发生贩奴丑闻後，巴克利出任国际联盟调查团利比里亚方代表，1938年7月10日，他在蒙罗维亚逝世，享年83岁。巴克利的侄子埃德温·巴克利则曾于1930年至1944年出任利比里亚总统:33-34。